# گورستان جیر پشته
گورستان جیر پشته در شهرستان رضوانشهر، روستای بیاچال، محله جیر پشته واقع شده و این اثر در تاریخ ۲۷ بهمن ۱۳۸۲ با شمارهٔ ثبت ۱۰۹۵۲ به‌عنوان یکی از آثار ملی ایران به ثبت رسیده است.